# محمد مشعل خان
محمد مشعل خان طالب جامعي باكستاني، أغتيل 13 نيسان من عام 2017 وهو في سنته الأخيرة بكلية الأعلام بجامعة عبد الوالي خان في مقاطعة خيبر بختونخوا لأرائه المتحررة.

## أفكاره
بحسب تقارير صحفية باكستانية، فقد كان (مشعل خان) يطلق على نفسه لقب (بالإنجليزية: The Humanist)‏ «الإنسان المتحضر»، استخدم هذا اللقب لتعريف نفسه على صفحات التواصل الاجتماعي.
من غير الؤكد توجهاته الدينية، لكنه بحسب الآراء التي كان ينشرها، فقد كان يصنف من قبل بعض زملائه، على أنه «مسلم غير ملتزم»، وقد يعتبره البعض ملحد.
أما سبب تعرضه للقتل فيعود لأفكاره المتحررة التي يعتبرها البعض تتبع للطائفة الأحمدية في الباكستان، التي تنسب إلى غلام أحمد القادياني المولود في البنجاب في القرن التاسع عشر الميلادي، ويرى فيها بعض الناس مخالفة للشرع.

## محاكمة القاتلين
وجهت تهمة القتل والإرهاب لثمانية باكستانيين بعد ثلاثة أيام من حادثة قتل مشعل خان وفق ما أفادت النيابة.
حيث ضُرب طالب الصحافة مشعل خان حتى الموت، من قبل مئات الطلبة الآخرين، حيث أوقفت الشرطة 12 شخصاً وأستمرت بالبحث عن مشتبه بهم آخرين.
وقام الحشد بتعرية الطالب وضربه وإصابته بالرصاص ودفعه من الطابق الثاني من مهجع جامعة عبد الولي خان في مدينة مردان.

وقال النائب العام رفيع الله خان 
وبحسب مشتاق غني، وزير الإعلام المحلي في ولاية خيبر باختونخوا، فإن الحكومة طلبت أيضاً من محكمة بيشاور العليا فتح تحقيق قضائي.
ويوم مقتله انخرط الطالب مشعل خان في نقاش حاد أثناء أحد الفصول الدراسية، في حين أن بعض الطلاب اشتكوا في وقت سابق من أفكاره الليبرالية والعلمانية إلى مسؤولي الجامعة.

## ردود الفعل
أستنكرت الناشطة الباكستانية ملالا يوسفزي، إزاء ما وقع مع مشعل خان.
وقالت: 
كما طلبت اللجنة المستقلة لحقوق الإنسان في باكستان محاكمة جميع الأشخاص المتورطين في عملية القتل، منددة بـ «الفشل البائس للدولة في حماية حق مشعل خان في الحياة».